# Lichtenau im Waldviertel
Lichtenau im Waldviertel – gmina targowa w Austrii, w kraju związkowym Dolna Austria, w powiecie Krems-Land. Według Austriackiego Urzędu Statystycznego liczyła 2 034 mieszkańców (1 stycznia 2014).